# You're My Best Friend (sang af Queen)
"You're My Best Friend" er en sang af det britiske rockband Queen, skrevet af bandets bassist John Deacon. Den var oprindeligt med på albummet A Night at the Opera i 1975, og blev udgivet som en single. Sangen er også med på live albummet Live Killers fra 1979 og på opsamlingsalbummet Greatest Hits fra 1981.

## Baggrund og historie
Deacon skrev sangen til sin kone, Veronica Tetzlaff, med hvem han stadig er gift den dag i dag.[kilde mangler] I denne sangen spillet han et Wurlitzer elektrisk klaver, udover at spille på basguitar. Den karakteristiske "gøen" fra Wurlitzers bas-noder spiller en prominent rolle i sangen. Under liveoptrædener, brugte bandet et piano i stedet for et elektrisk klaver, og Freddie Mercury ville spille på det, mens Deacon ville spille på sin basguitar.
Musikvideoen, der er instrueret af Bruce Gowers, viser bandet i en stor balsal, omgivet af over tusinde levende lys, heriblandt en kæmpe stor lysekrone der hænger fra loftet. Videoen blev filmet i april 1976. May har senere nævnt, at videoen blev skudt under en meget ubehagelig hedebølge og at balsalen som de filmede i, ikke havde aircondition. Man ser også at Deacon spiller på et piano, selvom han spiller elektrisk klaver på album-versionen.
The Supernaturals lavede et cover af sangen i 1998, som en B-side til deres single "Everest". Straight No Chaser, en amerikansk a cappella gruppe, lavede også en cover af sangen til deres kompilationsalbum With a Twist fra 2010.
Sangen blev brugt i promoveringen for FX's tv-program Wilfred, såvel som i en Carnival Cruise-reklame.

## Komposition
Sangen var komponeret af John Deacon med en meter af 4/4 (12/8), med en bar i 6/4 i omkvædet, og en tone i C-dur (a-mol).
Albummet A Night at the Opera indeholder mange forskellige musikstile, heriblandt denne tre-minutters ballade-popsang. Meget unormalt for genren, er der ikke en sektion der optræder mere end to gange. På den anden side, med hensyn til fraser og målinger, finder man mange gentagelser eller varianter. Denne form er cyklisk og meget magen til den form der er brugt i "Spread Your Wings" fra 1977. En anden lighed mellem de to sangen, er manglen på reel modulation. Arrangementet indeholder en 3- og 4-dels vokal og guitarharmoni (ingen rytmeguitar), bas (melodisk tilgang), trommer og elektrisk klaver. Det er den anden sang Deacon har skrevet der blev indspillet og den første til at blive udgivet som single. Mercurys vokal indeholder megen "special effects".

### Queen om sangen
Bandet svarede på et spørgsmål fra Tom Browne, den 24. december 1977 i et direkte BBC Radio One-interview, omhandlende Deacons kontrol over klaveret til indspilningen.
| Citat       | Jamen, Freddie kunne ikke lide det elektriske klaver, så jeg tog det med hjem og jeg startede med at lære at spille elektrisk klaver, og grundlæggende var det denne sang der kom ud, da jeg lærte at spille klaver. Den er skrevet på det instrument og lyder bedst på det. Du ved, ofte er det på instrumentet du skrev sangen på. | Citat |
| John Deacon | |       |

| Citat           | Jeg afviste at spille på den forbandede ting. Det er lille og horribelt og jeg kan ikke lide dem. Hvorfor spille på de ting, når du har et dejligt superb stort piano? Nej, jeg tænker, grundlæggende prøver han [John] at sige at det gav den ønskede effekt. | Citat |
| Freddie Mercury | |       |

## Medvirkende
- John Deacon – Wurlitzer elektrisk klaver, basguitar
- Brian May – guitar
- Freddie Mercury – forsanger og kor
- Roger Taylor – trommer